# Mistrzostwa Świata w Szermierce 2013
Mistrzostwa Świata w Szermierce 2013 – 75. edycja mistrzostw odbyła się w Syma Sport and Events Centre w Budapeszcie.

## Klasyfikacja medalowa
| Lp. | Państwo           | złoto | srebro | brąz | Razem |
| --- | ----------------- | ----- | ------ | ---- | ----- |
| 1   | Rosja             | 3     | 5      | 3    | 11    |
| 2   | Włochy            | 3     | -      | 3    | 6     |
| 3   | Ukraina           | 2     | 1      | 1    | 4     |
| 4   | Estonia           | 2     | -      | -    | 2     |
| 5   | Stany Zjednoczone | 1     | 1      | 1    | 3     |
| 6   | Węgry             | 1     | -      | 2    | 3     |
| 7   | Francja           | -     | 1      | 2    | 3     |
| 7   | Rumunia           | -     | 1      | 1    | 2     |
| 9   | Niemcy            | -     | -      | -    | 1     |
| 10  | Chiny             | -     | 1      | -    | 1     |
| 10  | Wenezuela         | -     | 1      | -    | 1     |
| 12  | Korea Południowa  | -     | -      | 2    | 2     |
| 13  | Szwajcaria        | -     | -      | 1    | 2     |

## Skład reprezentacji Polski
| floret - Radosław Glonek (Sietom AZS AWFiS Gdańsk) – odpadł w eliminacjach - Paweł Kawiecki (Sietom AZS AWFiS Gdańsk) – odpadł w 1/64 finału - Leszek Rajski (Wrocławianie Wrocław) – odpadł w 1/32 finału - Michał Majewski (AZS AWF Warszawa) – odpadł w 1/64 finału - drużyna (Kawiecki, Rajski, Glonek, Majewski) – odpadła w 1/16 finału (11. miejsce) szpada - Michał Adamek (AZS AWF Wrocław) – odpadł w eliminacjach - Krzysztof Mikołajczak (St. Szerm. Legia Warszawa) – odpadł w 1/64 finału - Tomasz Motyka (AZS AWF Wrocław) – odpadł w 1/64 finału - Radosław Zawrotniak (AZS AWF Kraków) – odpadł w ćwierćfinale - drużyna (Motyka, Mikołajczak, Zawrotniak, Adamek) – 4. miejsce szabla - Jakub Ociński (AZS-AWF Katowice) – odpadł w eliminacjach - Marcin Koniusz (AZS-AWF Katowice) – odpadł w 1/64 finału - Mikołaj Grzegorek (UKS Victor Warszawa) – odpadł w eliminacjach - Adam Skrodzki (AZS-AWF Katowice) – odpadł w 1/64 finału - drużyna (Ociński, Koniusz, Skrodzki, Grzegorek) – odpadła w 1/16 finału (13. miejsce) | floret - Martyna Jelińska (Budowlani Toruń) – odpadła w 1/64 finału - Hanna Łyczbińska (Sietom AZS AWFiS Gdańsk) – odpadła w 1/64 finału - Karolina Chlewińska (Sietom AZS AWFis Gdańsk) – odpadła w 1/32 finału - Martyna Synoradzka (AZS AWF Poznań) – odpadła w 1/32 finału - drużyna (Jelińska, Łyczbińska, Chlewińska, Synoradzka) - przegrała w ćwierćfinale (5. miejsce) szpada - Małgorzata Stroka (AZS-AWF Katowice) – odpadła w 1/64 finału - Renata Knapik (KKS Kraków) – odpadła w 1/32 finału - Małgorzata Bereza (AZS AWF Warszawa) – odpadła w eliminacjach - Magdalena Piekarska (AZS AWF Warszawa) – odpadła w 1/64 finału - drużyna (Bereza, Knapik, Stroka, Piekarska) – odpadła w 1/16 finału (15. miejsce) szabla - Marta Puda (TMS Sosnowiec) – odpadła w 1/32 finału - Katarzyna Kędziora (OŚ AZS Poznań) – odpadła w 1/32 finału - Matylda Ostojska (AZS AWF Warszawa) – odpadła w 1/16 finału - Aleksandra Socha (AZS AWF Warszawa) – odpadła w ćwierćfinale - drużyna (Puda, Socha, Kędziora, Ostojska) – odpadła w ćwierćfinale (5. miejsce) |

## Medaliści

### Mężczyźni
| Złoto                                                                                    | Srebro                                                                                          | Brąz                                                                         |
| Floret                                                                                   |                                                                                                 |                                                                              |
| Miles Chamley-Watson                                                                     | Artur Achmatchuzin                                                                              | Rostysław Hercyk Valerio Aspromonte                                          |
| Włochy · Valerio Aspromonte · Giorgio Avola · Andrea Baldini · Andrea Cassarà            | Stany Zjednoczone · Miles Chamley-Watson · Race Imboden · Alexander Massialas · Gerek Meinhardt | Francja · Jérémy Cadot · Erwann Le Péchoux · Enzo Lefort · Marcel Marcilloux |
| Szpada                                                                                   |                                                                                                 |                                                                              |
| Nikolai Novosjolov                                                                       | Rubén Limardo                                                                                   | Fabian Kauter Pawieł Suchow                                                  |
| Węgry · Géza Imre · Gábor Boczkó · András Rédli · Péter Szényi                           | Ukraina · Anatolij Herej · Dmytro Kariuczenko · Witalij Medwediew · Bohdan Nikiszyn             | Francja · Alexandre Blaszyck · Daniel Jérent · Ulrich Robeiri · Iván Trevejo |
| Szabla                                                                                   |                                                                                                 |                                                                              |
| Wieniamin Rieszetnikow                                                                   | Nikołaj Kowalow                                                                                 | Tiberiu Dolniceanu Áron Szilágyi                                             |
| Rosja · Nikołaj Kowalow · Wieniamin Rieszetnikow · Aleksiej Jakimienko · Kamil Ibragimow | Rumunia · Alin Badea · Tiberiu Dolniceanu · Ciprian Gălățanu · Iulian Teodosiu                  | Korea Południowa · Gu Bon-gil · Kim Jung-hwan · Oh Eun-seok · Won Jun-ho     |

### Kobiety
| Złoto                                                                            | Srebro                                                                               | Brąz                                                                                           |
| Floret                                                                           |                                                                                      |                                                                                                |
| Arianna Errigo                                                                   | Carolin Golubytskyi                                                                  | Elisa Di Francisca Inna Dierigłazowa                                                           |
| Włochy · Elisa Di Francisca · Carolina Erba · Arianna Errigo · Valentina Vezzali | Francja · Anita Blaze · Astrid Guyart · Corinne Maîtrejean · Ysaora Thibus           | Rosja · Julija Biriukowa · Inna Dierigłazowa · Łarisa Korobiejnikowa · Diana Jakowlewa         |
| Szpada                                                                           |                                                                                      |                                                                                                |
| Julia Beljajeva                                                                  | Anna Siwkowa                                                                         | Emese Szász Britta Heidemann                                                                   |
| Rosja · Tatjana Andriuszyna · Wioletta Kołobowa · Anna Siwkowa · Jana Zwieriewa  | Chiny · Hou Yingming · Luo Xiaojuan · Sun Yiwen · Xu Anqi                            | Rumunia · Ana Maria Brânză · Simona Pop · Raluca Sbîrcia · Maria Udrea                         |
| Szabla                                                                           |                                                                                      |                                                                                                |
| Olha Charłan                                                                     | Jekatierina Djaczenko                                                                | Kim Ji-yeon Irene Vecchi                                                                       |
| Ukraina · Olha Charłan · Alina Komaszczuk · Hałyna Pundyk · Ołena Woronina       | Rosja · Jekatierina Djaczenko · Jana Jegorian · Dina Galiakbarowa · Julija Gawriłowa | Stany Zjednoczone · Ibtihaj Muhammad · Anne-Elizabeth Stone · Dagmara Wozniak · Mariel Zagunis |